# Toljatti
Toljatti (ook gespeld als Togliatti, Russisch: Тольятти) is een stad in Rusland, in de oblast Samara. De stad ligt op de linkeroever van de Wolga, die ter plaatse een stuwmeer vormt, 95 kilometer ten westen van de stad Samara.
Toljatti is de tweede stad naar grootte en betekenis van de oblast Samara en de grootste stad in Rusland die niet de status van bestuurlijk centrum van een deelgebied heeft. De stad heeft zijn huidige naam sinds 1964 en is genoemd naar Palmiro Togliatti, die tijdens de Tweede Wereldoorlog in de Sovjet-Unie verbleef en na de oorlog leider van de Italiaanse Communistische Partij werd. Voorheen heette de stad Stavropol aan de Wolga (Ставрополь-на-Волге).
Inwoners: 684,709 (2021 Census); 719,632 (2010 Census); 702,879 (2002 Census); 630,543 (1989 Census).

## Geschiedenis
De stad werd in 1737 gesticht door Vasili Tatisjtsjev, als nederzetting voor gekerstende Kalmukken. Door de aanleg van het Samara-stuwmeer kwam de oorspronkelijke stad in 1955 onder water te staan. De stad werd hierna op een nieuwe locatie heropgebouwd.

## Economie
Toljatti is met name bekend door de auto-industrie en wordt ook wel de "autohoofdstad van Rusland" genoemd. De in Toljatti gevestigde fabriek AvtoVAZ, waar onder andere Lada's worden geproduceerd, werkt sinds 1971 samen met Fiat en sinds 2001 met General Motors (concern GM-AvtoVAZ). General Motors heeft zich in december 2019 uit Toljatti teruggetrokken.
Renault kocht in 2008 25% van de aandelen van Avtovaz. Sinds december 2018 bezit Renault met 67,6% de meerderheid van de aandelen van AvtoVaz. De Renault-Nissan-groep, ook eigenaar van het Roemeense automerk Dacia, produceert in Toljatti de eerste generatie Dacia Logan MCV, onder de modelnaam Lada Largus.
Naast de belangrijke auto-industrie vormen ook machinebouw en chemische en levensmiddelenindustrie zwaartepunten van de plaatselijke economie.

## Onderwijs, cultuur en sport
De stad kent zes universiteiten en hogescholen, meerdere musea, een filharmonie en diverse theaters. Ook als sportstad heeft Toljatti een reputatie verworven, met name door het plaatselijke ijshockeyteam "Lada", dat een grote rol speelt in de nationale competitie. Olympisch turnkampioen Aleksej Nemov begon er zijn sportcarrière en woont er nog steeds.

## Geboren
- Bo Andersson (1955), CEO van AvtoVAZ

- Vjatsjeslav Boetsajev (1970), ijshockeyer
- Aleksej Kovaljov (1973), ijshockeyer
- Aleksej Smirnov (1977), tafeltennisspeler
- Vjatsjeslav Koeznetsov (1989), wielrenner
- Ivan Taranov (1994), autocoureur
- Darja Kasatkina (1997), tennisster
- Denis Makarov (1998), voetballer